# Jerome Beckers
Jerome Beckers (Maastricht, 27 september 1993) is een Nederlands voetballer die in het seizoen 2010/2011 als middenvelder uitkwam voor MVV Maastricht. Hij maakte zijn debuut in het betaald voetbal in de uitwedstrijd tegen FC Dordrecht. Vervolgens speelde hij bij Excelsior Veldwezelt en speelt per 1 juli 2013 bij EVV uit Echt.